# 中條康朗
中條 康朗（なかじょう やすろう、1950年 - ）は日本の農水官僚。

## 人物
富山県出身。東京大学農学部農業工学科卒業、1974年農林省に入省。農業土木技官としてキャリアを積み、1997年構造改善局建設部設計課技術調査官、1999年構造改善局建設部水利課長、2002年農村振興局整備部長。農村振興局次長。長く農村振興局長（旧構造改善局）ポストは事務官が独占しており、技官は次長が最高だったが、2007年、農業土木技官として初めて農村振興局長となる。2009年辞職。

## 略歴
- 1985年2月  構造改善局農政部管理課土地改良区検査官[4]
- 1985年4月  在フイリピン日本国大使館一等書記官
- 1988年4月  構造改善局総務課長補佐
- 1990年4月  富山県農地林務部耕地課長
- 1992年4月  富山県農地林務部参事
- 1993年4月  農水省近畿農政局建設部設計課長
- 1995年4月  構造改善局建設部水利課国営事業調査官
- 1997年7月  構造改善局建設部設計課技術調査官
- 1998年8月  構造改善局建設部設計課首席農業土木専門官同
- 1999年7月  構造改善局建設部水利課長
- 構造改善局計画部設計課長
- 2001年  農村振興局整備部設計課長
- 2002年  農村振興局整備部長
- 2004年  農村振興局次長
- 2007年1月  農村振興局長
- 2009年1月  辞職
- 2009年4月  独立行政法人水資源機構副理事長[5]
- 公益財団法人農業農村工学会副会長
- 全国土地改良事業団体連合会専務理事
- 2020年  瑞宝中綬章受章[6]